# تاکاریگوآ
تاکاریگوآ (به انگلیسی: Tacarigua) شهری در کشور ترینیداد و توباگو، استان توناپونا-پیارکو است واقع در شرق توناپونا ، شمال ترینسیتی و غرب آروکا است . در سواحل رودخانه تاکاریگوا قرار دارد . این شهر توسط شرکت منطقه ای Tunapuna-Piarco اداره می شود .
تاکاریگوا در اصل یک انکومیندا اسپانیایی بود ، قبل از نقل مکان آمریکایی‌ها به آریما در سال 1789. برخی از اولین مساجد در تاکاریگوا در سال 1850 ساخته شدند. 

مرکز ورزش راکت که میزبان مسابقات محلی و بین المللی تنیس ، تنیس روی میز و بدمینتون بوده است، دارای یک مرکز چند ورزشی در تاکاریگوا است . مسابقات قهرمانی بدمینتون Pan Am 2018 و بازی‌های Carebaco 2017 و 2023 در آنجا برگزار شد.

## افراد سرشناس
کیرون پولارد بازیکن معروف کریکت در اینجا متولد شد.

## جمعیت
جمعیت آن در سرشماری سال ۲۰۰۵ میلادی ۱۵٫۰۶۷ نفر بوده‌است.